# Inkasso
 For alternative betydninger, se Inkasso (film).
 Denne artikel omhandler overvejende eller alene danske forhold. Hjælp gerne med at gøre artiklen mere almen.
Ordet inkasso bruges både som betegnelse for det papir, der meddeler debitor (skyldneren), at der skal foregå en inkassoforretning,[kilde mangler] og om selve handlingen: nemlig en indkassering af forfalden gæld. Inkassoforretningen udføres af en Inkassator,[kilde mangler] en pantefoged eller af 'Kongens foged'.[kilde mangler]

## Inkasso i Danmark

### Lønindeholdelse
Offentlige myndigheder kan indkræve tilgodehavende i løn til en skyldner. i 1992 foreslog Retsplejerådet, at private også skulle kunne inddrive gæld over skyldnerens løn. I 2005 oplyste daværende justitsminister Lene Espersen at Retsplejerådet igen vurderede muligheden for lønindeholdelse for privat gæld.

### Inkassosagens gang, trin for trin
Når skyldner har modtaget krav om betaling, og skyldner ikke begrundet har afvist kreditors krav om betaling, kan kreditor udsende den første rykker.

#### Den første rykkerproces
En inkassosag indledes oftest med, at kreditor selv igangsætter en generel rykkerproces. Denne rykkerproces er i store træk helt systematisk, og skal overholde en række krav med hensyn til bl.a. begrænsning i rykkergebyrer. Såfremt man ønsker at sagen kan overgå direkte til inkasso efter rykkerprocessen, skal man ligeledes iagttage reglerne i inkassolovens § 10.
Hvis rykkerprocessen ikke får skyldner til at betale, kan sagen fortsætte til inkasso.

#### Udenretlig inkasso
Den udenretlige inkasso dækker over alle inkassoskridt der tagen ”udenfor retten.” Det dækker altså over kreditors, advokatens eller inkassobureauets henvendelse til skyldner, både skriftligt og telefonisk. Ved denne skriftlige henvendelse, kan skyldner ligeledes pålægges at betale inkassoomkostninger. Udenretlig inkasso kan således både varetages af kreditor selv "egen inkasso", advokater eller inkassobureauer. Advokat inkasso har den fordel,[kilde mangler] at advokaten kan føre sagen for domstolene, hvis skyldner gør indsigelser mod kravet. 
Formålet med udenretlig inkasso er at flytte omkostningerne ved udenretlig inkasso fra kreditor og over på skyldner, således at kreditor ikke reelt skal betale for at inddrive den ubetalte gæld, idet det ikke er kreditor der har ”brudt reglerne”.

#### Indenretlig inkasso
Den indenretlige inkasso dækker over alle inkassoskridt der involverer domstolene. Det vil altså sige alt lige fra at opnå et udlægsfundament og til at tvangsinddrive gælden via fogedretten.
Første led i den indenretlige inkasso er at opnå et ”fundament”. Dette kan ske på tre måder:
1. Hvis kravet uden omkostninger er på over 100.000 kr., skal der opnås dom ved domstolen.
2. Hvis kravet uden omkostninger er på eller under 100.000 kr., men det forventes at skyldner vil gøre indsigelser imod kravet, skal fundament opnås via småsagsprocessen.[kilde mangler] En inkassosag kan ikke fortsætte efter skyldner har gjort indsigelser.
3. Hvis kravet uden omkostninger er på eller under 100.000 kr., og det ikke forventes at skyldner vil gøre indsigelser imod kravet, kan inkassosagen føres direkte via den forsimplede inkassoproces. Dette sker ved udtagelse af et betalingspåkrav.[6]